# Howaii

## O long que salva vidas
O long HOWAII é uma wetsuit ou roupa de neoprene, com características especiais e únicas para a prática do surf radical e modalidades afins. O HOWAII é uma inovação, criada para auxiliar o posicionamento correto do surfista sobre a prancha e ainda oferecer uma segurança extra: uma câmara de ar, que pode ser utilizada em caso de emergências embaixo d´água.

## Diferenciais do Long HOWAII
O Long HOWAII foi desenvolvido especialmente para oferecer segurança e uma melhor performance aos atletas, seja durante a prática do surf ou de outros esportes aquáticos.
O maior diferencial do Long HOWAII é a câmara interna de ar, que, ao ser inflada, possui a capacidade de armazenamento de oito a doze litros de ar, tendo como referência uma roupa de neoprene de tamanho médio. Mas qual é a função dessa câmara de ar?
Como o volume de ar está localizado principalmente na região do peito, o surfista fica posicionado de maneira correta, facilitando a sua remada, que fica mais leve e confortável.
O ar armazenado na câmara do Long HOWAII auxilia na flutuação do surfista, mantendo sua cabeça para fora da água, fato que pode auxiliar o atleta em casos de inconsciência durante a prática do surf.
Além de tudo isso, o ar armazenado pode ser utilizado em momentos de emergência, contribuindo para uma maior segurança do atleta. Basta utilizar o bocal para respirar.
É muito importante que o atleta treine bastante a reutilização do ar da bolsa antes de utilizá-la pra valer, em um ambiente seguro, como em uma piscina, por exemplo, para saber e entender como respirar em uma real emergência. Alguns precisarão fechar o nariz com a mão, enquanto outros não. Em razão disso, esta manobra deve ser bem praticada antes.
O Long HOWAII foi desenvolvido com base em pesquisas e depoimentos de surfistas, posteriormente patenteada e aperfeiçoada nos últimos anos, sofrendo várias simplificações e melhoramentos em seu funcionamento.

## A Empresa
HOWAII foi estabelecida em Porto Alegre/RS, a partir da criação inovadora de uma roupa de neoprene com um sistema único, patenteado. É a concretização da oportunidade de proporcionar melhor performance, conforto e segurança à prática do surf e demais esportes aquáticos. Foi desenvolvida pelo Cirurgião Plástico A.C Hodara, que atua em Porto Alegre/RS.